# Cardiosace adulterina
Cardiosace adulterina là một loài bướm đêm trong họ Noctuidae.